# Koronasz–Foton
A Koronasz–Foton orosz napkutató műhold, melyet 2009. január 30-án indítottak. Az első igazán nagy méretű tudományos hold a Szovjetunió felbomlása óta. Feladata a Nap, ezen belül elsősorban a napflerek, valamint ezek Földre gyakorolt hatásának megfigyelése. Másodsorban csillagászati megfigyeléseket is végez: gammakitöréseket, ill. röntgen- és gammaforrásokat észlel. 2009. decemberében a kapcsolat váratlanul megszakadt a műholddal.

## Küldetés
A 2009 januárjában indított műholddal viszonylag hamar akadtak problémák, elsősorban az energiaellátó rendszer bizonyult megbízhatatlannak, a Metyeor–M meteorológiai műhold platformjára épített naptávcső ugyanis mindig a Nap felé nézett, emiatt nagyon egyenetlenül melegedett fel, az energiaellátó rendszer (az eredeti Metyeorral ellentétben) állandó árnyékban lévő akkumulátorai nagyon lehűltek, és a tervezettnél lényegesen hamarabb tönkrementek, ennek első jelei már júliusban megmutatkoztak. 2009. december 1-jén már le kellett kapcsolni az összes, egyébként kis fogyasztású tudományos műszert. December 21-én már nem sikerült felvenni a kapcsolatot a műholddal.

## Műszerek
- Gamma- és neutronműszerek:
  - Natalja–2M gamma-, röntgen- és neutronspektrométer
  - Pingvin–M keményröntgen-spektrométer és -polariméter
  - Konusz–RF röntgen- és gammaspektrométer
  - RT–2 lágygamma-teleszkóp és spektrométer (indiai)
- Röntgen-műszerek:
  - TESZISZ extrém ultraibolya és röntgen-naptávcső és képalkotó spektrométer
  - BRM nagy sebességű röntgendetektor
  - Foka nagy sebességű ultraibolya-detekor
- Kozmikussugárzás-műszerek:
  - Elektron–M–Peszka töltöttrészecske-detektor
  - Sztep–F elektron-proton detektor
- Kiegészítő berendezések
  - SZM–8M magnetométer

## Külső hivatkozások
- Frey, Sándor: Napkutató műhold indult Oroszországból. Űrvilág.hu, 2009. február 1. (Hozzáférés: 2009. február 1.)
- Nagyméretű orosz napkutató műhold indult. Knights of Cydonia Region, 2009. január 31. (Hozzáférés: 2009. február 1.)